# Ч3-33
Ч3-33 — советский электронно-счётный частотомер. Выполнен полностью на дискретных элементах и не содержит ни одной интегральной микросхемы, поэтому представляет исторический интерес.

## Возможности и особенности
Прибор позволяет измерять:
- Частоту;
- Разность частот;
- Отношение частот;
- Частоту вращения;
- Период;
- Количество импульсов за произвольный промежуток времени.

Все сигналы на частотомер подаются через разъёмы типа СР-50-73 ПВ.
Он оборудован:
- Выходом на цифропечать;
- Выходом эталонной частоты в 10 МГц (также через разъём типа СР-50-73 ПВ);
- Функцией самоконтроля, позволяющей измерять частоту встроенного кварцевого генератора;
- Термостатом с индикацией состояния нагревателя при помощи миниатюрной лампы накаливания;
- Схемой для автоматического периодического запуска измерения с регулируемым периодом;
- Входом для внешнего запуска или сброса;
- Кнопкой ручного запуска или сброса;
- Ртутным счётчиком наработки (не у всех экземпляров);
- Индикаторами состояния входных формирователей (не у всех экземпляров).

В общей сложности, в частотомере применяется пять видов элементов индикации: газоразрядные индикаторы ИН-14, неоновые лампы ИНС-1 (для индикации единиц измерения), лампа накаливания (индицирует состояние нагревателя термостата), светодиоды серии АЛ102 (во входных преобразователях) и ртутный счётчик наработки.

## Технические характеристики
| Диапазон измерения частот синусоидальных сигналов | 10 Гц – 10 МГц                               |
| Входное напряжение                                | 0,1 – 100 В                                  |
| Диапазон измерения частот импульсных сигналов     | 10 Гц – 10 МГц                               |
| Относительная погрешность не должна превышать     | - за 15 суток ±1*10-6 - за 6 месяцев ±5*10-6 |
| Время прогрева                                    | 1 час                                        |
| Измеряемый интервал времени между импульсами      | 10 мкс – 100с                                |
| Измеряемая длительность импульса                  | 0,1 – 1 мкс                                  |
| Амплитуда                                         | 5 В                                          |
| Входная емкость                                   | 60 пФ                                        |
| Входное сопротивление                             | Не менее 50 кОм                              |
| Потребляемая мощность                             | 50 В·А                                       |
| Габариты Ч3-33                                    | 408х411х140 мм                               |
| Масса Ч3-33                                       | 10,5 кг                                      |

## Компоновка
Частотомер имеет блочно-модульную конструкцию. Основой прибора является кроссплата, на которой установлены платы модулей. От кроссплаты расходятся проводники к расположенным на передней панели органам управления и индикации, а также входным и выходным разъёмам. Газоразрядные индикаторы и неоновые лампы расположены в отдельном модуле, закреплённом за передней панелью и закрытом жёлтым светофильтром из оргстекла. Индикация — динамическая. В отдельной съёмной кассете расположены блок питания и задающий генератор. Первый подключён к частотомеру через многоконтактный штыревой соединитель, второй — через коаксиальный разъём. Здесь же расположено гнездо типа СР-50-73 ПВ для подключения при необходимости внешнего, более точного задающего генератора. Переключение между внутренним и внешним генератором осуществляется при помощи тумблера.
Все напряжения, вырабатываемые блоком питания, выведены наружу на разъём, расположенный на задней стенке. Это позволяет контролировать исправность блока питания вольтметром, а также питать приставки к частотомеру, при условии, что потребляемая ими мощность очень мала. Значения напряжений на контактах разъёма указаны рядом с ними.
Задающий генератор объединён в одном кожухе с термостатом, поддерживающим температуру в 70 градусов Цельсия. Термостат состоит из нагревателя и контактного термометра. Режим термостата можно считать установившимся, когда нагреватель начинает периодически включаться и отключаться, о чём свидетельствует изменение состояния лампы на передней панели частотомера.
Вычислительная система частотомера состоит из делителей и декад. Вторые отличаются от первых тем, что не только подсчитывают импульсы, но и осуществляют вывод информации о своём состоянии на индикаторы. Схемотехника делителей и декад частотомера неодинакова, поскольку одним из них приходится подсчитывать импульсы со сравнительно малой частотой, а другим — со значительной. Во всех случаях, элементной базой этих, как и остальных узлов частотомера являются германиевые и кремниевые биполярные транзисторы различных типов, в зависимости от частоты, при которой им приходится работать.
Также в состав частотомера входят: входные формирователи, блок автоматики, узел сброса и самонастройки, умножитель и формирователь тактовых импульсов.

## Меры безопасности
При эксплуатации и реставрации прибора следует соблюдать обычные меры безопасности при работе с электроустановками напряжением до 1000 В. Не допускается установка в частотомер плавкой вставки, рассчитанной на ток свыше 0,5 А. Корпус частотомера следует соединять отдельным проводом с корпусом конструкции, в которой осуществляются измерения, до подачи питания на оба устройства. Проведение измерений в схемах, имеющих гальваническую связь с сетью, не допускается. Соблюдать осторожность необходимо и при работе с контрольным разъёмом блока питания, поскольку некоторые из присутствующих на нём напряжений являются опасными. У экземпляров прибора, имеющих силовой шнур в резиновой изоляции, он подлежит обязательной замене на другой, в изоляции из ПВХ.
Счётчик наработки и контактный термометр требуют осторожного обращения, поскольку содержат ртуть. Температура нагревателя термостата достигает 70 градусов, что грозит ожогами при достаточно длительном воздействии.

## Типичные неисправности
- Самоконтроль работает, с входа измерение не производится — переменное сопротивление прокручивается вместе с корпусом, оторван один из подходящих к нему проводников. Осуществить припайку проводника, закрепить переменное сопротивление для предотвращения повторения неисправности;
- Термостат работает, индикация его состояния не осуществляется — заменить лампу накаливания.

## Галерея
На снимках показан экземпляр частотомера, выпущенный в 1980 году. В нём, в отличие от более ранних модификаций прибора, отсутствуют ртутный счётчик наработки (место для его установки закрыто накладкой) и светодиоды индикации состояния входных формирователей. Частотомер подвергнут реставрации и теперь работоспособен.